# DreamWorks Pictures
DreamWorks Pictures (cunoscut de asemenea ca DreamWorks SKG și anterior DreamWorks Studios; referit în mod obișnuit ca DreamWorks) este o companie de producție și marcă de distribuție a Amblin Partners. A fost fondat pe 12 octombrie 1994 de Steven Spielberg, Jeffrey Katzenberg și David Geffen (împreună SKG), din care au deținut 72%. Studioul a distribuit în trecut filme proprii și ale altor companii. A produs și distribuit peste zece filme cu încasări la box office de peste 100 de milioane de dolari americani fiecare.
DreamWorks Pictures a fost vândut la Viacom, compania părinte a Paramount Pictures, în februarie 2006 (această versiune este în prezent numită DW Studios). În 2008, DreamWorks a anunțat intenția sa de a se despărți de Viacom și a intrat într-un parteneriat cu Reliance Group pentru a realiza filme, recreeând DreamWorks Pictures ca o entitate independentă. În anul următor DreamWorks a semnat o înțelegere de distribuție cu Walt Disney Studios Motion Pictures, în care Disney să distribuie filmele DreamWorks prin marca sa Touchstone Pictures; înțelegerea a durat până în august 2016. Din octombrie 2016, Universal Pictures a distribuit majoritatea filmelor produse de DreamWorks Pictures. În prezent, DreamWorks operează în afara birourilor la Universal Studios Hollywood.
DreamWorks este de asemenea distinct față de fosta sa divizie de animație cu același nume care s-a despărțit în 2004 și a devenit o companie subsidiară a NBCUniversal în 2016. Compania lui Spielberg continuă să folosească mărcile înregistrate originale de DreamWorks sub licență de la DreamWorks Animation.
Amblin Partners folosește marca înregistrată DreamWorks Pictures pentru filme cu conținut adecvat pentru adulți (și marca Amblin Entertainment pentru conținut adecvat pentru familii).

## Informații generale
Inițialele „SKG” vin de la numele fondatorilor: Spielberg (regizor și fondator al studioului Amblin Entertainment), Katzenberg (fost director al studioului The Walt Disney Company) și Geffen (fondator al Geffen Records). 
Fondarea studioului s-a realizat dupa demisia forțată a lui Katzenberg de la Walt Disney Company în 1994. La sugestia lui Spielberg, cei doi au luat legătura cu Geffen pentru a forma un nou studio. Studioul a fost oficial înființat în octombrie 1994 cu un buget de 33 de milione de dolari de la fiecare din cei trei fondatori plus 500 de milioane de la co-fondatorul companiei Microsoft, Paul Allen.
Primul film lansat de DreamWorks a fost Pacificatorul în 1997. În 1999, 2000 și 2001 studioul a câștigat trei premii Oscar consecutive pentru Cel mai bun film cu O frumusețe americană, Gladiatorul și O minte sclipitoare.
Studioul a avut cele mai bune succese cu filme, în special cu animații. DreamWorks Animation s-a aliat cu Pacific Data Images în 1996 pentru a crea unele din cele mai de succes filme de animație la încasări din istorie, cum ar fi Furnicuțe în 1998, Shrek în 2001 și continuarea sa, Shrek 2 în 2004, Povestea unui rechin în 2004 și Madagascar în 2005.

## Filme

### Anii 1990
- Pacificatorul (1997)
- Amistad (1997)
- Vânătoarea de șoareci (1997)
- Paulie (1998)
- Impact nimicitor (1998)
- Soldățeii (1998)
- Salvați soldatul Ryan (1998)
- Furnicuțe (1998)
- Prințul Egiptului (1998)
- Crime în vis (1999)
- Furtună, peripeții și... dragoste (1999)
- Scrisoarea de dragoste (1999)
- Castelul bântuit (1999)
- Frumusețe americană (1999)
- Bătălia galactică (1999)

### Anii 2000
- Drumul spre El Dorado (2000)
- Gladiatorul (2000)
- O escapadă super (2000)
- Escroci de mâna a doua (2000)
- Evadare din coteț (2000)
- Dincolo de aparențe (2000)
- Aproape celebri (2000)
- Un socru de coșmar (2000)
- Persona non grata (2000)
- Misteriosul Bagger Vance (2000)
- Naufragiatul (2000)
- Vânzătorii de peruci (2000)
- Mexicanul (2001)
- Shrek (2001)
- Evoluție (2001)
- Inteligență artificială (2001)
- Blestemul Scorpionului de Jad (2001)
- Ultimul castel (2001)
- O minte sclipitoare (2001)
- Mașina timpului (2002)
- Final ca la Hollywood (2002)
- Spirit - Armăsarul Vestului Sălbatic (2002)
- Raport special (2002)
- Drumul spre pierzanie (2002)
- Fracul magic (2002)
- Avertizarea (2002)
- Prinde-mă! Dacă poți (2002)
- Băieți pe motoare (2003)
- Vechea gașcă (2003)
- Un negru pentru Casa Albă (2003)
- Sinbad: Legenda celor șapte mări (2003)
- Cursa secolului (2003)
- Sfaturi în dragoste (2003)
- Pisica (2003)
- Casa de nisip și ceață (2003)
- Cecul sau viața (2003)
- O vedetă în casa ta (2004)
- Vacanță în Europa (2004)
- Invidia (2004)
- Shrek 2 (2004)
- Neveste perfecte (2004)
- Terminalul (2004)
- Un știrist legendar (2004)
- Collateral (2004)
- Povestea unui rechin (2004)
- Un Crăciun printre străini (2004)
- Lemony Snicket - O serie de evenimente nefericite (2004)
- Doi cuscri de coșmar (2004)
- Avertizarea 2 (2005)
- Madagascar (2005)
- Războiul lumilor (2005)
- Insula (2005)
- Zbor de noapte (2005)
- Ca în rai (2005)
- Wallace și Gromit: Blestemul iepurelui (2005)
- The Prize Winner of Defiance, Ohio (2005)
- A doua șansă (2005)
- Memoriile unei gheișe (2005)
- München (2005)
- Match Point (2005)
- Iubesc pe cine nu trebuie (2006)
- Ultimul sărut (2006)
- Steaguri pline de glorie (2006)
- Dreamgirls (2006)
- Scrisori din Iwo Jima (2006)
- Parfumul: Povestea unei crime (2006)
- Norbit (2007)
- Tăișul gloriei (2007)
- Suspiciunea (2007)
- Transformers - Războiul lor în lumea noastră (2007)
- Cât durează o căsnicie (2007)
- Pierderi dureroase (2007)
- Vânătorii de zmeie (2007)
- Sweeney Todd: Bărbierul diabolic din Fleet Street (2007)
- Ruinele (2007)
- Furtuna tropicală (2008)
- Orașul fantomelor (2008)
- Ochi de vultur (2008)
- Nonconformiștii (2008)
- Hotel pentru căței (2009)
- Intrușii (2009)
- Caut cavaler de onoare (2009)
- Solistul (2009)
- Transformers 2: Răzbunarea celor învinși (2009)
- Sus, în aer (2009)
- Din Raiul Meu (2009)

### Anii 2010
- Nu-i de nasul meu (2010)
- Cină pentru fraieri (2010)
- O familie de coșmar (2010)
- Fără obligații (2011)
- Numărul patru (2011)
- Văcari & Extratereștri (2011)
- Culoarea sentimentelor (2011)
- Noapte de groază (2011)
- Pumni de oțel (2011)
- Aventurile lui Tintin: Secretul Licornului (2011)
- Calul de luptă (2011)
- O mie de cuvinte (2012)
- Oameni ca noi (2012)
- Lincoln (2012)
- Wikileaks: A cincea putere în stat (2013)
- Tată fără număr (2013)
- Need for Speed (2014)
- Război în bucătărie (2014)
- Podul spionilor (2015)
- Lumina dintre oceane (2016)
- Fata din tren (2016)
- Super party la birou (2016)
- Ghost in the Shell (2017)
- Thank You for Your Service (2017)
- The Post: Secretele Pentagonului (2017)
- 7 zile în Entebbe (2018)
- Misterul ceasului din perete (2018)
- Primul om de pe Lună (2018)
- Green Book: O prietenie pe viață (2018)
- Welcome to Marwen (2018)
- Captive State (2019)
- 1917: Speranță și moarte (2019)

### Anii 2020
- The Turning (2020)
- Procesul celor șapte din Chicago (2020)
- Oslo (2021)
- Stillwater (2021)
- Easter Sunday (2022)
- The Good House (2022)
- The Last Voyage of the Demeter (2023)
- Carry-On (2024)
- Long Distant (2025)